# خوجة حيران
خوجة حيران هي بلدة في مقاطعة كسبي في ولاية قشقداريا في أوزبكستان.